# Weimar-Nord
Weimar-Nord ist seit 2001 ein eigenständiger Stadtteil von Weimar im Bundesland Freistaat Thüringen, dessen Ursprünge als Wohngebiet zu Anfang der 1960er Jahre geschaffen wurden. Er liegt an der nordwestlichen Peripherie am Fuße des Ettersberg und wurde als Plattenbausiedlung erbaut. Im Süden grenzt er an Weimar-West; die Bahnlinie Weimar–Erfurt bildet die Grenze zwischen den beiden Stadtteilen. Östlich von Weimar-West liegt südlich von Weimar-Nord die Nordvorstadt. Die trennende Straße im Bahnhofsbereich ist die Schopenhauerstraße.

## Geschichte

### Anfänge als Industriegebiet
Lange Zeit war Weimar-Nord lediglich Durchfahrtgebiet nach Weimar aus Richtung Ettersburg. Im 19. Jahrhundert entwickelten sich mehrere Gewerbebereiche nördlich des Güterbahnhofs und entlang der Ettersburger Straße. 1885 wurde die Gegend Sitz des Zimmerer-Unternehmens Hetzer (später Aktiengesellschaft Otto Hetzer Holzbau- und Holzpflege AG) des Großherzoglichen Hofzimmermeisters Otto Hetzer, das bis 1926 bestand und mit von Otto Hetzern entwickelten, patentierten Holzfachwerkbindern, mit denen sich kostengünstig großflächige, stützpfeilerlose Werks- und Lagerhallen, sog. Hetzerhallen, errichten ließen, ein Stück Industriegeschichte schrieb. Die bis Februar 2021 auf dem früheren Werksgelände erhaltenen Hetzerhallen stehen unter Denkmalschutz. Auf dem Hetzergelände entstand 1926 die Viehauktionshalle, eine Auktionshalle für Zuchtvieh.
Die Wehrmacht siedelte sich in den 1930er Jahren an und schuf die Lützendorfer Kasernen, von 1945 bis 1994 genutzt von der Roten Armee als Siegermacht.

### Plattenbaugebiet
Mit der Grundsteinlegung des sogenannten Experimentalbaus 1962 in der heutigen Heldrunger Straße nahm das Tempo der Entwicklung zum Wohngebiet zu. Die meisten Wohnhäuser wurden zwischen 1972 und 1978 errichtet. Der für damalige Wohnverhältnisse attraktive Komfort einer Neubauwohnung – Fernheizung, warmes Wasser, Balkon –, die gemeinschaftlichen Freiflächen und die gute soziale und altersmäßige Mischung der Bewohner machten Weimar-Nord zu einem beliebten Wohngebiet Weimars. Dort waren viele Beschäftigte des Weimar-Werks und des Uhrenwerks Weimar mit ihren Familien zuhause. Zwischen 1965 und 1986 wurden in Weimar-Nord 2.734 Wohnungen unterschiedlicher Größe gebaut.
1994 begannen umfangreiche Sanierungsmaßnahmen. Die westliche Umgehungsstraße entlastete ab 1998 die Verkehrssituation nachhaltig. 1999 folgte die Grundsteinlegung für ein Modellprojekt, das Wohnmöglichkeiten für mehrere Generationen mit entsprechenden Versorgungseinrichtungen anbietet. Für die Expo 2000 in Hannover war Weimar-Nord dezentraler Standort der Weltausstellung als Modell für die Revitalisierung von Wohngebieten der Block- und Plattenbauweise. Defizite der Freiraumgestaltung sowie der Anbindung an die Umgebung konnten minimiert werden.

### Gegenwart
Der 1,83 km² große Stadtteil Weimar-Nord ist hauptsächlich geprägt von mittlerweile komplett sanierten Plattenbau-Mehrfamilienhäusern aus der DDR-Zeit sowie nach 1990 erbauten Mehrfamilienhäusern mit insgesamt etwa 2600 Wohnungen.
Ab 1990 gab es einen Rückgang der Einwohnerzahl. Mittlerweile ist die Einwohnerzahl konstant, es gibt nahezu keinen Leerstand. Eine große Anzahl der Wohnungen wird von der kommunalen Weimarer Wohnstätte GmbH und der gemeinnützigen Wohnungsgenossenschaft Weimar e.G. bewirtschaftet.
Inzwischen weist der Stadtteil eine umfangreiche Infrastruktur auf. Sein Zentrum liegt mit zahlreichen Einkaufsmärkten westlich der Kreuzung Marcel-Paul-Straße und Allstedter Straße am WohnenPlus-Haus, wo drei zwischen 1966 und 1967 errichtete, zehngeschossige Hochhäuser des Typs Erfurt 1 das Ortsbild prägen.
Ab den 2010er Jahren verlor der Ortsteil einen Großteil seiner historischen Bausubstanz: 2012 wurde die „Grüne Villa“, einst Industriellenvilla von Otto Hetzer, in ruinösem Zustand abgerissen, im April 2015 brannte die denkmalgeschützte Viehauktionshalle nieder und im Februar 2021 stürzte die größere der beiden Hetzerhallen infolge Schneelast ein.

## Bevölkerungsentwicklung
| Jahr       | Einwohnerzahl |
| ---------- | ------------- |
| 31.12.1989 | 5.979         |
| 31.12.1993 | 4.932         |
| 31.12.2005 | 5.477         |
| 31.12.2008 | 5.326         |
| 31.12.2010 | 5.448         |
| 31.12.2011 | 5.422         |
| 31.12.2018 | 5.808         |

## Persönlichkeiten
- Günter Seifert, Ortsteilbürgermeister 2001–2017 († 11. März 2018; 81 Jahre)[14][15]
- Jan Peter Wiegand, Ortsteilbürgermeister 2017–2019
- Olaf Merzenich, amtierender Ortsteilbürgermeister (Stand: August 2021)[16]

## Verkehr
Eine Stadtbuslinie sorgt für direkte Verbindung zu Hauptbahnhof und Stadtzentrum.